# Протокол чередующихся битов
Протокол чередующихся битов (англ. Alternating bit protocol) — это простой сетевой протокол, работающий на канальном уровне (уровень 2 сетевой модели OSI), повторно передающий потерянные или поврежденные сообщения с использованием семантики FIFO.

## Принцип работы
Сообщения отправляются от отправителя A к получателю B. Соединение между A и B установлено, однако во время передачи по каналу могут возникать ошибки. В таком случае отправитель или получатель будут уведомлены. Каждое сообщение от A к B содержит данные и однобитовый порядковый номер - квитанцию, принимающий значение, равное 0 или 1.
В случае ошибки передачи, A повторно отправляет сообщение, содержащее те же данные и квитанцию. Когда B получает неповреждённое сообщение, он отправляет отправителю A ответ, содержащий квитанцию с тем же битовым значением до тех пор, пока А не получит неповреждённый ответ. После этого A устанавливает бит квитанции на инвертированный и готово к отправке новых сообщений.

### Bounded Retransmission Protocol
Протокол ограниченной повторной передачи (BRP) — это вариант протокола чередующихся битов, представленный Philips, использующийся для надежной передачи больших файлов (последовательности данных произвольной длины). В отличие от протокола чередующихся битов, BRP использует в качестве квитанции порядковые номера фрагментов файла и прерывает передачу после фиксированного числа неудач.

## История
Команда Дональда Дэвиса из Национальной физической лаборатории представила концепцию протокола чередующихся битов в 1968 году для использования в сети NPL. Протокол чередующихся битов использовался также в ARPANET и в Европейской информационной сети.